# قوشه قویی
قوشه قویی، روستایی از توابع بخش مرکزی شهرستان آوج در استان قزوین ایران است.
این روستا غربی ترین نقطه استان قزوین از لحاظ مختصات جغرافیایی و مسکونی بودن است.

## جمعیت
این روستا در دهستان حصار ولیعصر قرار دارد و براساس سرشماری مرکز آمار ایران در سال ۱۳۸۵، جمعیت آن ۱۸۷ نفر (۴۱خانوار) بوده‌است.